# Luz Zalduegi
Luz Zalduegi Gabilondo (Mallavia, Vizcaya, 1 de junio de 1914 – Madrid, 15 de julio de 2003) fue una veterinaria española. 
Fue la primera mujer del País Vasco en terminar sus estudios de Veterinaria y tercera a nivel del Estado español.  A lo largo de su vida ocupó numerosos cargos y tuvo nombramientos significativos.

## Biografía

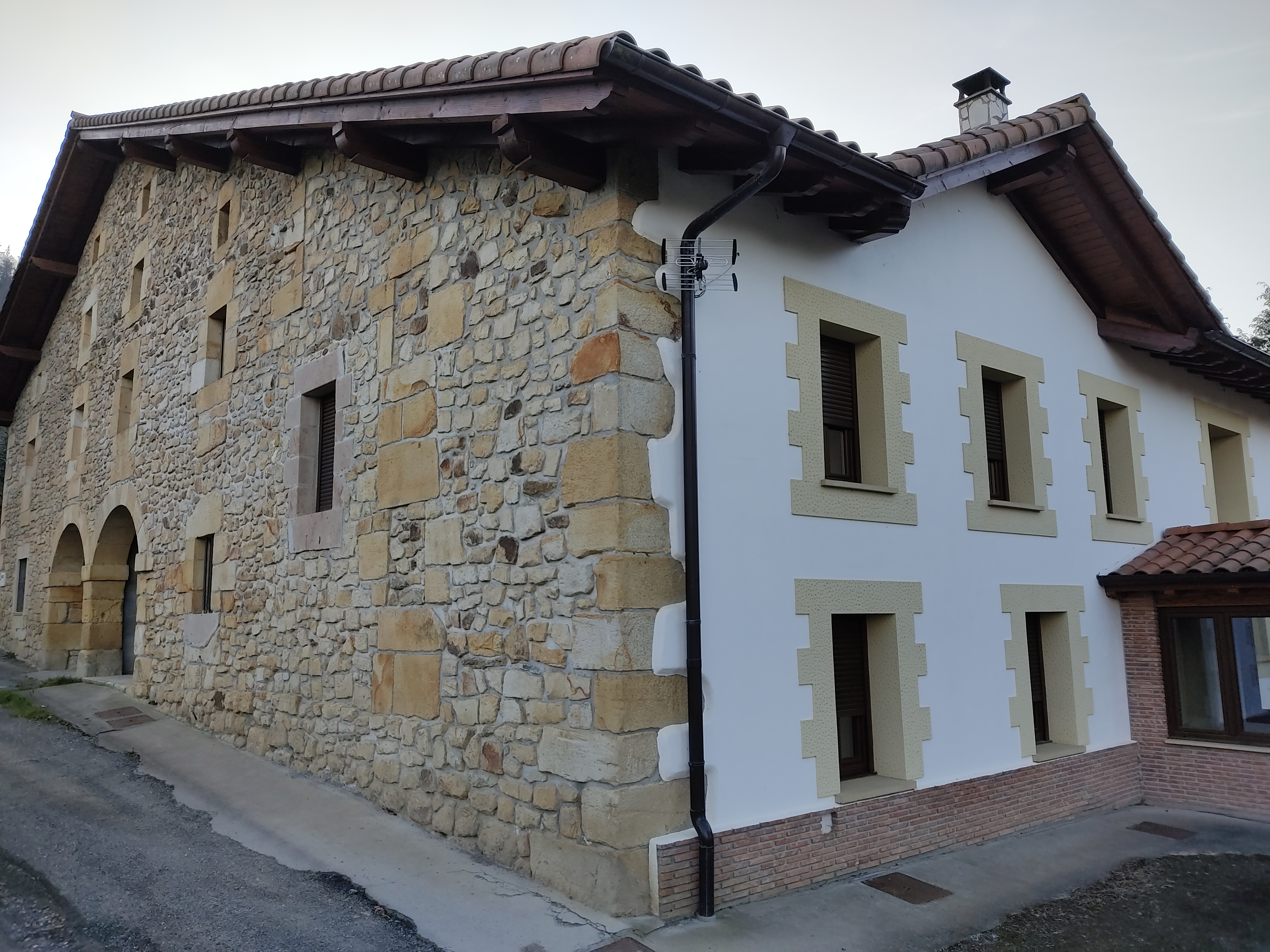
Aretxuaetxebarria, en el barrio Aitxu de Mallavia, caserío natal de Luz Zalduegi.

Luz Zalduegi nació en el caserío Aretxuaetxebarria de Mallavia, en el barrio Aitxu, perteneciente entonces al distrito de Osma. Su padre, el mallabitarra Félix Zalduegi Aguinaga, era secretario del municipio y precisamente él firma la partida de nacimiento de su hija. Casado con la elgoibarresa Josefa Gabilondo Iriondo, fueron padres de cuatro hijos: Félix, Florencio, Pilar y la propia Luz, la menor de la casa.

### Formación
Luz de pequeña iba a la escuela de barrio de Zengoitte, a una distancia considerable de Aitxu. La formación iniciada en Mallavia la continuó en Vitoria, donde hizo el ingreso y los dos primeros cursos de Bachillerato y posteriormente en Madrid, debido a que toda la familia se fue desplazando conforme los estudios de sus hijos iban exigiendo. Félix eligió veterinaria, Florencio y Pilar la enseñanza. Luz finalizó sus estudios de Bachillerato en el Instituto Cardenal Cisneros de Madrid, superando con éxito el examen de Estado.
A los dieciséis años, en octubre de 1930, comenzaría sus estudios de Veterinaria en la antigua Escuela Superior de la calle de Embajadores de Madrid. Para los de casa su elección fue una sorpresa, ya que en aquella época era una profesión dedicada a trabajar casi exclusivamente con grandes animales y por ello considerada no adecuada para una mujer, y además porque tampoco antes Luz había manifestado intención de seguir sus estudios por esa vía. No obstante, sus padres respetaron su decisión y nunca dejaron de apoyarla, tanto durante la carrera como más adelante en el ejercicio de su profesión.
El primer curso lo hizo como alumna libre y acudiendo a las clases de oyente, porque su hermano Félix, único que en principio puso objeciones a su elección, dejó pasar el plazo de matrícula oficial. Sin embargo, vistos los resultados en los exámenes de final de curso ya no hubo más pegas y, a partir de segundo, cursó la carrera como alumna oficial. En aquel primer curso de 1930/31 de 192 alumnos 4 eran mujeres, de las cuales solamente Luz terminó la carrera con su promoción. En febrero de 1935 obtuvo la plaza de estudiante auxiliar en la Cátedra de Química Orgánica e Inorgánica.
Luz Zalduegi se graduó con varias matrículas de honor y una nota media de Sobresaliente el 18 de julio de 1935. Fue la primera mujer del País Vasco que finalizó sus estudios de Veterinaria y la tercera a nivel estatal, aunque fue la primera en cursar estudios oficiales y no libres.
Al terminar sus estudios preparó y firmó las oposiciones para los puestos de veterinarios en el Protectorado de Marruecos, pero Luz no llegó a participar en aquella convocatoria: en vísperas del primer ejercicio el propio presidente del tribunal le recomendó que no se presentase, porque aquel no era trabajo apto para mujeres. Al año siguiente, de hecho se exigió ser varón para poder optar a esos puestos por oposición.

## Ocupación

### Guerra Civil
Al comenzar la Guerra Civil, volvió al País Vasco y se instaló en Zaldívar, donde se había trasladado la familia. El director de Ganadería del Gobierno Vasco, Martiniano Alcorta Sáez de Buruaga, se dirigió a ella para encargarle de la inspección de los comedores de Asistencia Social, creados propiamente para dar de comer a los que huían de las zonas conquistadas de Guipúzcoa. Entre bombardeos, mientras se desplazaba de un sitio a otro, a menudo tuvo que bajarse del coche que la transportaba para esconderse en alguna zanja al borde de la carretera. Trabajó en estas labores de inspección hasta que Vizcaya quedó en manos de las tropas nacionales. Meses después consiguió la plaza de inspector municipal en Bermeo (Vizcaya), encargándose de hacer análisis de bromatología de pescado y leche tanto en el puerto, como en el mercado y las fábricas de conservas.

### Tras la guerra
Solicitó a la alcaldía del Ayuntamiento de Eibar (Guipúzcoa) la plaza de veterinario municipal y en diciembre de 1939 el Pleno aprobó por unanimidad concederle uno de los dos puestos de inspector ofertados. A finales de julio de 1940 presentó su dimisión para casarse con Leandro Carbonero Bravo, veterinario compañero de estudios, quien sí se había presentado a las oposiciones y obtenido plaza en el Protectorado de Marruecos antes de la guerra.
Los recién casados vivieron cinco años en Marruecos, residiendo en Alcazarquivir, donde nacerían sus dos primeras hijas.  Leandro, entre otras cosas, había creado allí la Escuela de Apicultura y en ella, participando tanto como ponente como en las prácticas de los cursillos que allí se daban, Luz colaboraba asiduamente, lo mismo que en otras tareas, desde la inspección de matadero y zoco hasta la vacunación o atención a animales.

### Madrid
En 1945 la pareja preparó y superó las oposiciones al Cuerpo Nacional Veterinario, obteniendo ambos destino en Madrid. Luz comenzó a trabajar en el Instituto de Biología Animal, dedicándose a la investigación de la fiebre aftosa. En 1952 fue nombrada Subjefe de la Jefatura Provincial de Ganadería de Madrid, puesto del que se hizo depender la inspección veterinaria del servicio de aduanas del aeropuerto de Barajas. Posteriormente y hasta 1982 trabajó en el Servicio de Estadística del Ministerio de Agricultura. Desde 1982 y hasta su jubilación en 1984 fue Presidenta del Consejo Superior Agrario en la Sección de Asuntos Pecuarios.
Como mujer, en su trabajo tuvo que demostrar su valía en más de una ocasión, a pesar de que según ella todo lo había conseguido "con mucho sudor". Y para acallar a los que decían que había tenido facilidades precisamente por ser mujer, se esforzó aún más, destacándose con notas sobresalientes.
Aunque vivió y trabajó en Madrid, las vacaciones de verano eran sagradas e iba a Zaldívar "con toda la tropa" a pasar el mes de permiso; siempre mantuvo allí la casa y las amistades.  Le gustaba ir en familia a la playa de Deva y en Andramaris, las fiestas de su Mallavia natal, nunca faltaba.
Falleció en su domicilio de Madrid el 15 de julio de 2003, a los 89 años.

## Homenajes y reconocimientos
- El 7 de octubre de 1995 el Colegio de Veterinarios de Guipúzcoa le rindió un homenaje y le nombró Colegiada de Honor.[4][6]

- El 1 de junio de 2014, coincidiendo con los cien años de su nacimiento y con asistencia de sus hijos, nietos y biznietos, los ayuntamientos de Mallavia y Zaldívar se sumaron a la celebración familiar y conmemoraron la labor y figura de la primera mujer veterinaria del País Vasco.[9]
- Es una de las 50 pioneras que reúne el libro Rebelde 50 veces, publicado en 2019, todas ellas mujeres que han hecho historia por sus descubrimientos, sus desafíos o su revolucionaria forma de pensar.[10]